# Dontayvion Wicks
Dontayvion Wicks (Plaquemine, Luisiana; 16 de junio de 2001) es un jugador profesional estadounidense de fútbol americano, se desempeña en la posición de wide receiver en Green Bay Packers, en la National Football League (NFL).

## Carrera
Hizo su debut profesional con el equipo Green Bay Packers, lleva jugando una temporada, comenzó en el 2023.